# Massakern på Marsfältet

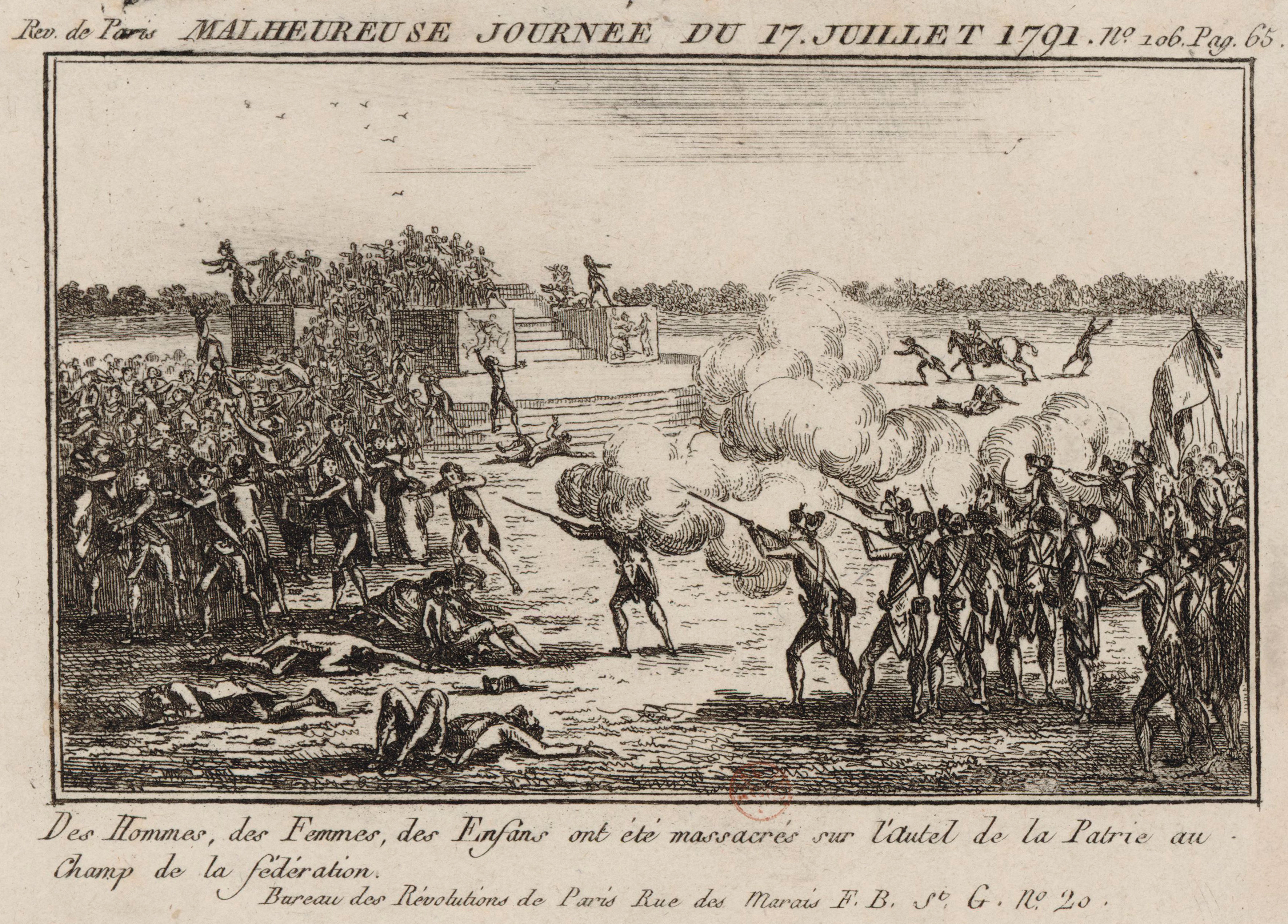
Malheureuse journée du 17 juillet 1791

Massakern på Marsfältet (på franska Fusillade du Champ-de-Mars, som betyder Skjutningen på Marsfältet), ägde rum den 17 juli 1791 under franska revolutionen på Marsfältet i Paris.

## Bakgrund
Efter kungafamiljens misslyckade försök att fly från revolutionen uppstod republikanska stämningar i Frankrike. Den radikala Cordelierklubben ville utnyttja dessa stämningar för att ta steg närmare monarkins störtande och införandet av republik. En resolution antogs och klubben, med Danton i spetsen, beslutade att underteckna och manifestera resolutionen genom ett massmöte på Marsfältet.

## Förlopp
På grund av en incident utbröt oroligheter under manifestationen. På order av Paris borgmästare Jean Sylvain Bailly öppnade nationalgardet under Gilbert du Motier, markis av Lafayette eld mot folkmassan. Omkring 50 personer dödades och hundratals skadades.

## Följdverkningar
Flera av de ledande vänstermännen gick under jorden eller i landsflykt. En kortvarig monarkisk reaktion inträdde. Senare kom massakern på Marsfältet att ingå i anklagelserna mot Bailly och markisen av Lafayette; den förre avrättades, den senare tvingades i exil.